# Jutlandssvampslända
Jutlandssvampslända (Sisyra jutlandica) är en insektsart som beskrevs av Peter Esben-Petersen 1915. 
Jutlandssvampslända ingår i släktet Sisyra och familjen svampdjurssländor. Enligt den finländska rödlistan är arten otillräckligt studerad i Finland. Enligt den svenska rödlistan är arten otillräckligt studerad i Sverige. Arten förekommer på Öland, Götaland, Svealand och Nedre Norrland. Artens livsmiljö är sjöar. Inga underarter finns listade i Catalogue of Life.